# Élections législatives islandaises de 2024
Les élections législatives islandaises de 2024 (en islandais : Alþingiskosningar 2024) ont lieu le 30 novembre 2024 afin de renouveler les 63 sièges de l'Althing, le parlement islandais.
Le scrutin intervient de manière anticipée à la suite de la rupture de la coalition réunissant le Parti de l'indépendance, le Parti du progrès et le Mouvement des verts et de gauche sous l'égide du Premier ministre Bjarni Benediktsson.
Les élections voient la victoire de l'Alliance menée par Kristrún Frostadóttir, qui forme le 21 décembre un gouvernement de coalition avec le Parti de la réforme et le Parti du peuple. Cette nouvelle coalition tripartite est notamment remarquée pour la présence à sa tête de femmes uniquement, chacun des trois partis la composant étant dirigé par une femme.

## Contexte
À la suite des élections législatives de 2021, la coalition entre le Parti de l'indépendance (SJ), le Parti du progrès (Fram) et le Mouvement des verts et de gauche (VG) est reconduite sous l'autorité de la Première ministre sortante Katrín Jakobsdóttir, en dépit de la contreperformance enregistrée par le VG.
Le 5 avril 2024, la cheffe du gouvernement annonce sa démission, afin de se présenter à l'élection présidentielle du 1er juin suivant. Elle est remplacée quatre jours plus tard par le ministre des Affaires étrangères Bjarni Benediktsson (SJ), qui retrouve la primature après l'avoir occupée moins d'un an en 2017.
Bjarni Benediktsson annonce le 15 octobre 2024 avoir remis la démission de son gouvernement à la présidente Halla Tómasdóttir, en raison de la rupture de la coalition gouvernementale à cause de désaccords en matière de politique étrangère, de droit d'asile ou encore de politique énergétique. Il précise que des élections législatives anticipées seront organisées le 30 novembre suivant et que l'exécutif assurera la gestion des affaires courantes jusqu'à la formation du prochain gouvernement.

## Mode de scrutin

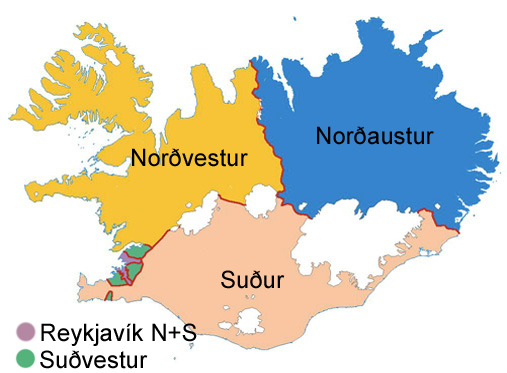
Les six circonscriptions électorales islandaises.

L'Islande est dotée d'un parlement monocaméral, l'Althing, dont les 63 membres sont élus pour quatre ans au scrutin proportionnel plurinominal avec listes bloquées. 54 sièges sont pourvus en fonction des résultats dans six circonscriptions de neuf sièges chacune, répartis selon la méthode D'Hondt. Les neuf sièges complémentaires sont attribués aux partis ayant dépassé le seuil d'au moins 5 % des voix selon leur pourcentage de voix au niveau national de manière à rapprocher le résultat en sièges de la répartition des suffrages.
Les électeurs ont la possibilité de modifier les listes en changeant les numéros des candidats ou en rayant leur nom, mais ne peuvent y ajouter les candidats d'une autre liste.

L'Islande est divisée en 6 circonscriptions électorales dont les limites sont définies par la loi : Norðausturkjördæmi (Nord-Est), Norðvesturkjördæmi (Nord-Ouest), Reykjavíkurkjördæmi norður (Reykjavik Nord), Reykjavíkurkjördæmi suður (Reykjavik Sud), Suðurkjördæmi (Sud) et Suðvesturkjördæmi (Sud-Ouest).

## Campagne

### Forces en présence
| Parti | Parti                                                    | Idéologie | Chef de file                                         | Résultats en 2021          |
| ----- | -------------------------------------------------------- | --- | ---------------------------------------------------- | -------------------------- |
|       | Parti de l'indépendance Sjálfstæðisflokkur (D)           | Centre droit à droite Libéralisme économique, libéral-conservatisme, euroscepticisme                                | Bjarni Benediktsson (Premier ministre)               | 24,38 % des voix 16 sièges |
|       | Parti du progrès Framsóknarflokkurinn (B)                | Centre droit Agrarisme, libéralisme, euroscepticisme                                                                | Sigurður Ingi Jóhannsson (Ministre des Finances)     | 17,27 % des voix 13 sièges |
|       | Mouvement des verts et de gauche Vinstri græn (V)        | Extrême gauche à centre gauche Socialisme démocratique, écosocialisme, euroscepticisme                              | Svandís Svavarsdóttir (Ministre des Infrastructures) | 12,57 % des voix 8 sièges  |
|       | Alliance Samfylkingin (S)                                | Centre gauche Social-démocratie, europhilie                                                                         | Kristrún Frostadóttir                                | 9,93 % des voix 6 sièges   |
|       | Parti du peuple Flokkur fólksins (F)                     | Centre-gauche à droite Populisme, défense des droits des malades, des personnes âgées, des pauvres, euroscepticisme | Inga Sæland (en)                                     | 8,85 % des voix 6 sièges   |
|       | Parti pirate Píratar (P)                                 | Centre gauche Démocratie directe, transparence démocratique, libertés sur Internet                                  | Aucun                                                | 8,63 % des voix 6 sièges   |
|       | Parti de la réforme Viðreisn (C)                         | Centre à centre-droit Libéralisme, libéralisme économique, libéralisme vert, europhilie                             | Þorgerður Katrín Gunnarsdóttir                       | 8,33 % des voix 5 sièges   |
|       | Parti du centre Miðflokkurinn (M)                        | Droite Populisme, agrarisme, euroscepticisme                                                                        | Sigmundur Davíð Gunnlaugsson                         | 5,45 % des voix 3 sièges   |
|       | Parti socialiste islandais Sósíalistaflokkur Íslands (J) | Gauche Socialisme, anticapitalisme                                                                                  | Sanna Magdalena Mörtudóttir (is)                     | 4,09 % des voix 0 sièges   |
|       | Avenir responsable Ábyrg framtíð (Y)                     | Extrême droite Libertarianisme, anti-vaccin                                                                         | Jóhannes Loftsson (is)                               | 0,1 % des voix 0 sièges    |
|       | Parti démocrate Lýðræðisflokkurinn (L)                   | Extrême droite Libertarianisme, conservatisme libertarien                                                           | Arnar Þór Jónsson (en)                               | Nouveau 0 sièges           |

### Sondages

Sondages depuis les élections législatives de septembre 2021.

### Résultats par circonscriptions

Carte des résultats par circonscriptions

## Résultats
|                        |                                      |         |       |       |        |               |  |  |  |  |  |  |  |  |
| Parti                  | Parti                                | Voix    | %     | +/-   | Sièges | +/-           |  |  |  |  |  |  |  |  |
|                        | Alliance (S)                         | 44 091  | 20,75 | 10,82 | 15     | 9             |  |  |  |  |  |  |  |  |
|                        | Parti de l'indépendance (D)          | 41 143  | 19,36 | 5,02  | 14     | 2             |  |  |  |  |  |  |  |  |
|                        | Parti de la réforme (C)              | 33 606  | 15,82 | 7,49  | 11     | 6             |  |  |  |  |  |  |  |  |
|                        | Parti du peuple (F)                  | 29 288  | 13,78 | 4,93  | 10     | 4             |  |  |  |  |  |  |  |  |
|                        | Parti du centre (M)                  | 25 700  | 12,10 | 6,65  | 8      | 5             |  |  |  |  |  |  |  |  |
|                        | Parti du progrès (B)                 | 16 578  | 7,80  | 9,47  | 5      | 8             |  |  |  |  |  |  |  |  |
|                        | Parti socialiste islandais (J)       | 8 422   | 3,96  | 0,13  | 0      | en stagnation |  |  |  |  |  |  |  |  |
|                        | Parti pirate (P)                     | 6 411   | 3,02  | 5,61  | 0      | 6             |  |  |  |  |  |  |  |  |
|                        | Mouvement des verts et de gauche (V) | 4 974   | 2,34  | 10,23 | 0      | 8             |  |  |  |  |  |  |  |  |
|                        | Parti démocrate (L)                  | 2 215   | 1,04  | Nv.   | 0      | en stagnation |  |  |  |  |  |  |  |  |
|                        | Avenir responsable (Y)               | 42      | 0,02  | 0,07  | 0      | en stagnation |  |  |  |  |  |  |  |  |
|                        |                                      |         |       |       |        |               |  |  |  |  |  |  |  |  |
| Suffrages exprimés     | Suffrages exprimés                   | 212 470 | 98,72 |       |        |               |  |  |  |  |  |  |  |  |
| Votes blancs           | Votes blancs                         | 2 438   | 1,13  |       |        |               |  |  |  |  |  |  |  |  |
| Votes nuls             | Votes nuls                           | 308     | 0,14  |       |        |               |  |  |  |  |  |  |  |  |
| Total                  | Total                                | 215 216 | 100   | –     | 63     | en stagnation |  |  |  |  |  |  |  |  |
| Abstention             | Abstention                           | 55 952  | 9,82  |       |        |               |  |  |  |  |  |  |  |  |
| Inscrits/Participation | Inscrits/Participation               | 268 422 | 80,18 |       |        |               |  |  |  |  |  |  |  |  |

## Analyse

Résultats par partis par circonscriptions.

Le scrutin voit l'effondrement du Mouvement des verts et de gauche, qui perd l’entièreté de ses sièges à l'Althing pour la première fois depuis sa création. Les deux autres partis composant la coalition sortante, le Parti de l'indépendance et le Parti du progrès subissent également un revers électoral. L'Alliance sort gagnante de ce scrutin en arrivant en tête de justesse, tout en enregistrant ses meilleurs résultats depuis 2009, doublant ceux du scrutin précédent de 2021. Le Parti de la réforme et le Parti du peuple connaissent également une progression et arrivent respectivement en troisième et quatrième position. Ils sont par ailleurs considérés comme de potentiels partenaires pour une coalition avec l'Alliance dans le prochain gouvernement islandais.
Le scrutin est par ailleurs remarqué pour la progression de partis europhiles favorables à une adhésion à l'Union européenne, qui décrochent ensemble une majorité au sein du parlement islandais.

## Formation du gouvernement

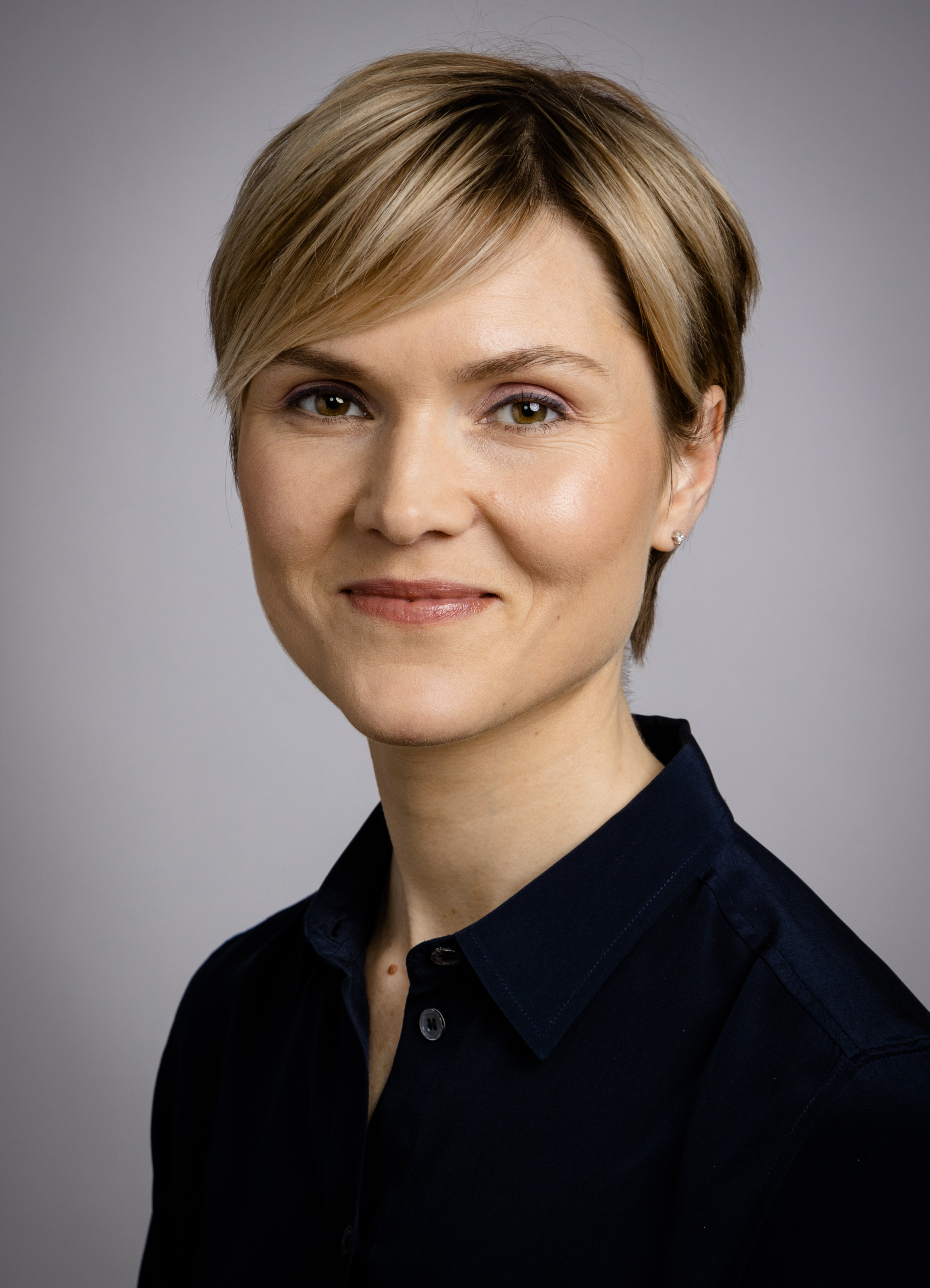
Kristrún Frostadóttir

La présidente Halla Tómasdóttir demande formellement le 3 décembre à la dirigeante de l'Alliance, Kristrún Frostadóttir de former un gouvernement. Celle ci entame dès le lendemain des négociations avec le Parti de la réforme et le Parti du peuple. La singularité du fait que les trois principaux partis engagés dans des négociations soient chacun présidé par une femme amène Inga Sæland à se surnommer les « valkyries » — expression reprise ensuite par la presse,.
Les négociations sur l'établissement d'un programme de coalition évoluent autour des questions économiques, la création d'emploi, les infrastructures, le logement et l'éducation — écartant toute discussion sur l'Europe dans un premier temps. Les présidentes des trois partis — Kristrún Frostadóttir  pour l'Alliance, Þorgerður Katrín Gunnarsdóttir pour le Parti de la réforme et Inga Sæland pour le Parti du peuple — poursuivent les discussions durant les deux semaines qui suivent, avant d'annoncer le 20 décembre 2024 la conclusion d'un accord. L'annonce est suivie de la présentation du programme ainsi que de la composition du gouvernement le lendemain.
La nouvelle coalition bénéficie d'une majorité de 36 députés à l'Althing, soit quatre de plus que le seuil de la majorité absolue. La répartition des ministères selon l'accord donne quatre ministères pour l'Alliance, autant pour le Parti de la Réforme et trois pour le Parti du peuple. Avec un total de onze ministère, le nouveau gouvernement en comporte un de moins que son prédécesseur : la suppression du ministère de la Culture, du Commerce et du Tourisme doit alors permettre d'économiser 400 millions couronnes par an,. Le gouvernement entre en fonction le 21 décembre 2024 avec à sa tête Kristrún Frostadóttir pour Première ministre.